# Lophoteles elongata
Lophoteles elongata är en tvåvingeart som beskrevs av James 1977. Lophoteles elongata ingår i släktet Lophoteles och familjen vapenflugor. Inga underarter finns listade i Catalogue of Life.